# Sloup se sochou svatého Jana Nepomuckého (Těchlovice)
Pozdně barokní pískovcová socha svatého Jana Nepomuckého se nalézá u silnice vedoucí do Hřibska na okraji obce Těchlovice v okrese Hradec Králové. Socha je od 27. 6. 2002 chráněna jako nemovitá kulturní památka ČR.

## Popis
Pískovcová socha svatého Jana Nepomuckého stojí v čtvercové kovové mříži s dvířky na čelní straně. Kovaná mříž pocházející asi z počátku 20. století je upevněna v betonovém ohrazení.
V mřížovém ohrazení se nachází hranolový, zvrchu profilovaný sokl, na kterém stojí pilíř ozdobený na bocích volutami a zakončený profilovanou římsou, na které je umístěn profilovaný podstavec se samotnou sochou světce. Na čelní straně pilíře je zahlouben obdélný rámec s vykrojenými rohy. V rámci je umístěn ozdobný reliéf dvou ratolestí, pod kterými se nalézá nápis: „Tato statue gest z nakladu wsech sausedu obce techlauske leta 1822“.
Socha světce je provedena v životní velikosti. Světec oděný v tradičním rouchu s biretem na hlavě a drátěnou svatozáží okolo hlavy tiskne na prsou oběma rukama kříž.